# Nawal El Zoghbi
Nawal El Zoghbi (nome completo: Nawal George El Zoghbi, in arabo: نوال الزغبي; Biblo, 29 giugno 1971) è una cantante libanese.
Nota soprattutto nel mondo arabo, i cui successi sono riusciti a raggiungere popolarità a livello internazionale, durante la sua carriera musicale ha inciso 15 album in studio.

## Discografia

### Album studio
- 1992 - Wehyati Andak
- 1994 - Ayza El Radd
- 1995 - Bala2ee Fi Zamany
- 1997 - Habeit Ya Leil
- 1998 - Mandam Aleik
- 1999 - Maloum
- 2000 - El Layali
- 2001 - Tool Omri
- 2002 - Elli Tmaneito
- 2004 - Eineik Kaddabeen
- 2006 - Yama Alou
- 2008 - Khalas Sameht
- 2011 - Ma'rafsh Leh
- 2015 - Mesh Mesamha
- 2019 - Keda Bye

### Compilation
- 1996 - Jadid
- 2005 - Greatest Hits